# Dorfkirche Weseram

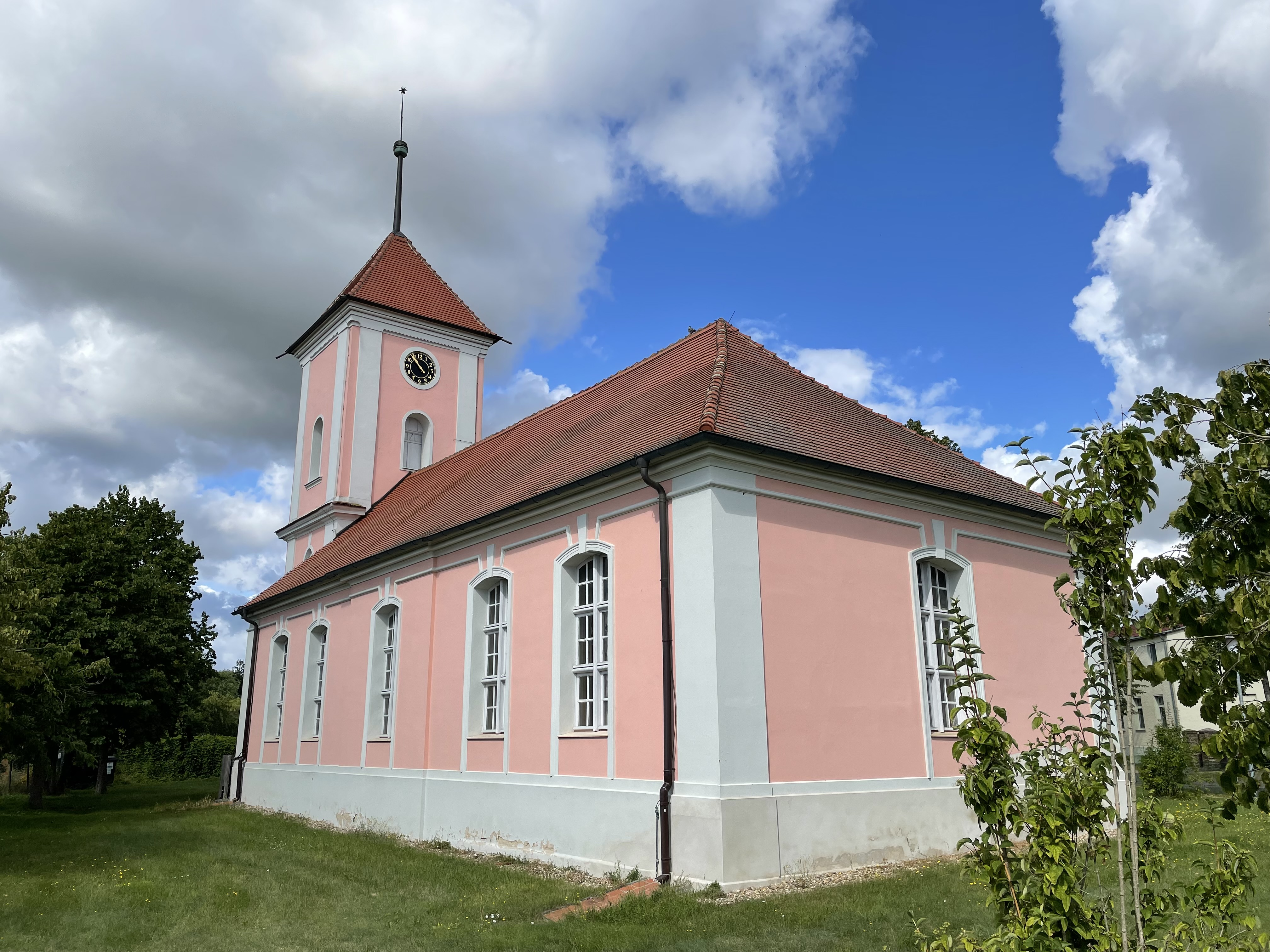
Dorfkirche Weseram

Die barocke Dorfkirche Weseram befindet sich im Ortsteil Weseram in der Gemeinde Roskow im Landkreis Potsdam-Mittelmark in Brandenburg. Die Kirche steht unter Denkmalschutz. Die Kirchengemeinde gehört zum Pfarrbereich Päwesin im Kirchenkreis Mittelmark-Brandenburg der Evangelischen Kirche Berlin-Brandenburg-schlesische Oberlausitz.

## Lage
Die Kirche befindet sich an südlich der Hauptstraße, Ecke Bahnhofstraße in der Mitte eines ehemaligen Kirchhofes auf einem Grundstück, das mit einem Zaun eingefriedet ist.

## Geschichte
Die evangelische Kirche wurde von 1752 bis 1753 erbaut, das Gebäude ist somit das älteste erhaltene Gebäude in Weseram. Es ist davon auszugehen, dass es einen Vorgängerbau gegeben hat, allerdings ist von diesem Bau nichts bekannt. Im Landbuch Karls IV. aus dem Jahr 1375 erschienen bereits zwei Pfarrhufen, Weseram war 1382 Mutterkirche. Das Kirchenpatronat war zuvor vom Domkapitel Brandenburg vor 1375 wieder an den Bischof von Brandenburg zurückgefallen. Seit vor 1576 lag es beim Amt Ziesar und kam im 19. Jahrhundert an den Fiskus. Der Innenraum der Kirche wurde in den Jahren 1845/1846 verändert. Der Turm wurde im Jahr 1799 ausgebessert. Im Jahr 2002 begannen auf Initiative eines eigens gegründeten Fördervereins eine Sanierung des Bauwerks. Im Jahr 2002 erfolgte die Instandsetzung des Dachstuhls sowie des Dachs, 2003 wurde der Turm saniert, 2004 die Gebäudehülle. Der Innenraum folgte im Jahr 2006, die Orgel im Jahr 2008.

## Baubeschreibung
Die Kirche ist ein verputzter Saalbau, der auf einem umlaufenden und ebenfalls verputzten Sockel errichtet wurde. Das Kirchenschiff erscheint in einem weiß-rosafarbenen Ton und besitzt einen rechteckigen Grundriss. An der Ostwand ist mittig ein gedrückt-segmentbogenförmiges Fenster mit einer aufgeputzten Laibung sowie oberhalb einem mittig angebrachten Schlussstein. Am Übergang zum Dach ist ein umlaufender Fries. An der Südseite des Langhauses sind fünf, an der Nordseite vier gleichartige Fenster. Dort ist mittig eine rundbogenförmige Pforte, darüber ein kleineres Fenster, das jedoch identisch gestaltet wurde.
Der Westturm hat einen quadratischen Grundriss. Der Eingang befindet sich an der Westseite, über dem Eingang ist eine rundbogige Verdachung als Schmuck und ein elliptisches Fenster. Über dem Portal befindet sich die Inschrift: „Niemand kennet den Vater / denn nur der Sohn / und wem es der Sohn will offenbaren“. Die Form des Turms wird zusätzlich durch aufgeputzte Ecklisenen betont. Oberhalb ist an jeder Seite eine rundbogenförmige Klangarkade, die oberhalb an der West- und Ostseite durch eine Turmuhr ergänzt wird. Der Abschluss des Turmes bildet ein Pyramidendach mit einer Spitze mit Kugel und einer Wetterfahne. Sie trägt die Inschrift: „Gericht und Lehnschulze / Andreas Klesen / 1737 / Kust Andreas Lange / Andreas Berebohm“.

## Ausstattung

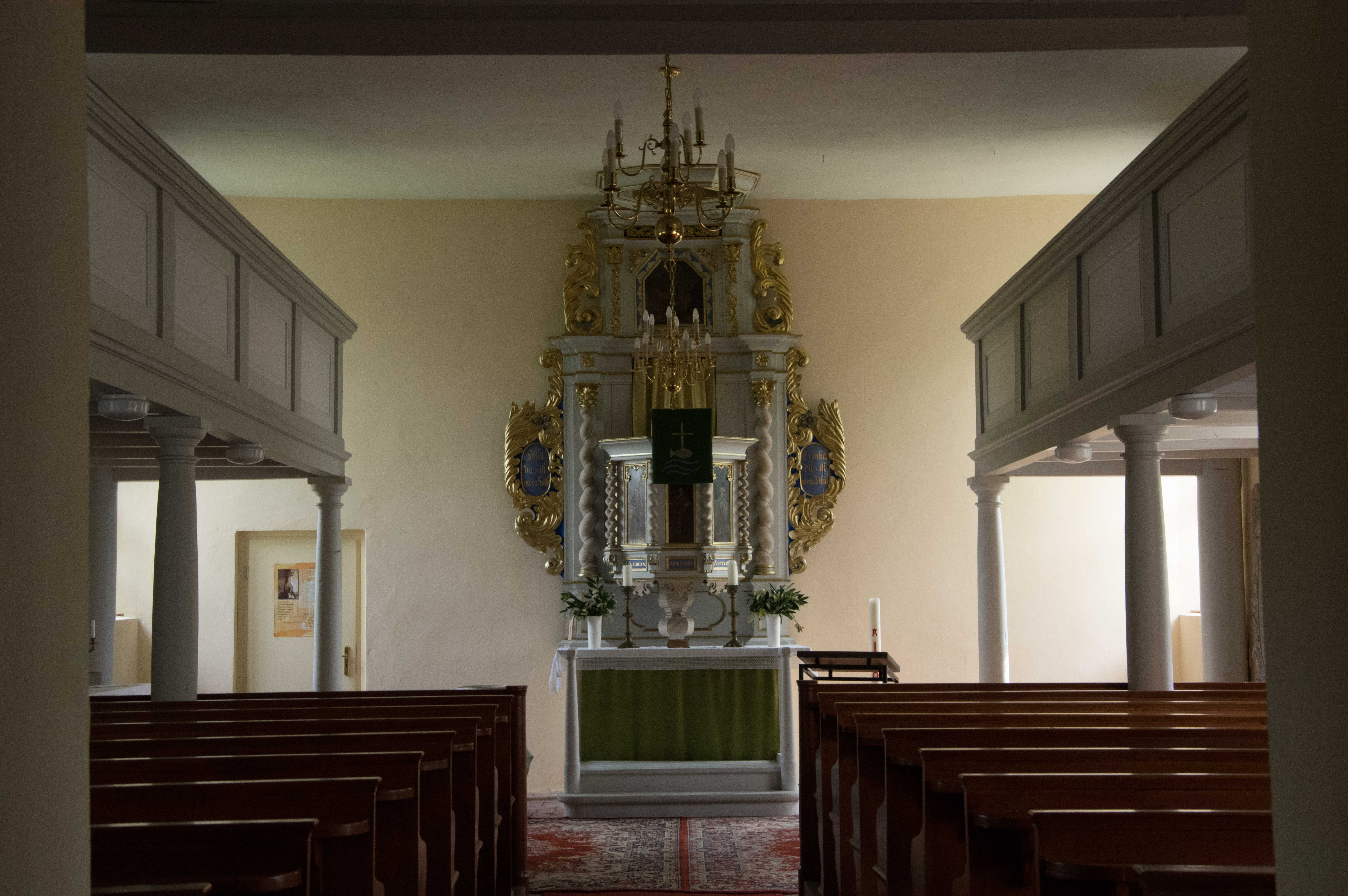
Das Innere der Kirche mit Blick Richtung Altar

Im Inneren befindet sich ein Kanzelaltar aus der ersten Hälfte des 18. Jahrhunderts. Der polygonale Kanzelkorb zeigt die vier Evangelisten und Petrus und Paul zwischen gewundenen Säulen. Links ist die Inschrift: „Trinket das ist mein Blut“ und rechts die Inschrift „Esset das ist mein Leib“ in goldenen Lettern auf blauem Grund aufgemalt. Im Aufsatz des Kanzelaltars ist ein Gemälde mit einer Kreuzigungsszene, der Schalldeckel mit der Darstellung einer Taube als Symbol für den Heiligen Geist ist direkt an der Decke befestigt. Die Taube umrahmt der Spruch: „verbum domini manet in aeternum predicate evangelium omni creature“ (Das Wort des Herrn bleibt in Ewigkeit das Evangelium zu predigen allen Kreaturen). Auf der Rückseite des Altars befindet sich die Inschrift: „Anno 1753 ist dieses Gotteshaus von Grund auf neu massiv erbauet, da Herr Johann Gottfried Norfer königlich, preußischer Krieges- und Domainenrat zu Ziesar (und) Amtmann war. H. Johann Gottfried Burgemeister aus Berlin Prediger zu Weseram und Lünow und David Mohr und Joachim Hüber Kirchenvorsteher waren“. An der südlichen Langhauswand hängt ein Epitaph für Anna Sophia von der Hagen, sie ist 1729 gestorben. Der Grabstein zeigt eine Inschriftenkartusche, die von Engeln gehalten wird. Weiter zeigt die Kartusche Putten und ein Porträtmedaillon. Der Innenraum wird durch eine weiß verputzte und gekehlte Decke verziert, die Wände cremefarben ausgenmalt.
Die Glocken sind möglicherweise aus einem Vorgängerbau. Sie stammen aus den Jahren 1516 und 1448 und sind aus Gusseisen. Die größere trägt die Inschrift: „Anno Domini 1516 Ave Maria“, die kleinere lediglich die Jahreszahl 1448. Die Orgel auf der auf toskanischen Säulen ruhenden Westempore stammt aus dem Jahr 1884, sie wurde von dem Orgelbaumeister August Ferdinand Wäldner aus Halle an der Saale erbaut. Im Jahr 2008 wurde die Orgel von Jörg Stegmüller renoviert und saniert. Das Instrument besitzt ein Manual und acht Register. Zahlreiche Orgelpfeifen mussten im Ersten Weltkrieg abgegeben werden und gingen verloren.
In der Turmvorhalle erinnert eine Gedenktafel an die Gefallenen der Befreiungskriege sowie des Ersten Weltkrieges. Östlich des Bauwerks erinnert ein weiteres Mahnmal an die Gefallenen des Zweiten Weltkrieges. Westlich befindet sich das Grab der ehemaligen Rittergutsbesitzerfamilie Friedrich.